# Colita
Colita (?-1852), ili Kalita, Coleto, Colluta, poglavica Koasati Indijanaca, rođen negdje sredinom 1700.-tih godina, možda u selu Coosawda na rijeci Alabama blizu današnjeg Montgomeryja u Alabami. Jedan je od najpoznatijih poglavica u Teksasu. Isprva je bio poglavica sela Lower Coushatta Village (poznatije kao Colita's Village), a nakon toga poglavica svih teksaških Koasatija, nakon smrti Long Kinga (1838). Colita je poznat po tome što je bio u prijateljstvu s naseljenicima s donjeg Trinityja i pomaganju u održavanju dobrih veza između njih i Indijanaca. Tijekom Runaway Scrape (1836) koji je prethodio Bitki za Alamo, kada su bijeli naseljenici bježali pred meksičkim revolucionarom Antonio López de Santa Annom, Colita i njegovi Koasati im pomažu pri prelasku rijeke, hrane ih i pružaju utočište i zaštitu. Colita je ostao poglavica Koasatija sve do svoje smrti, u dubokoj starosti preko 100 godina. Spomenik Coliti podignuto je na Texas Highway 146, 12 milja sjeverno od f Libertyja.

## Vanjske poveznice
- Colita